# Ткач, Анна Наумовна
Анна Наумовна Ткач (род. 17 апреля 1975) — российская и израильская легкоатлетка, специалистка по спринтерскому бегу. Выступала за сборные России и Израиля в конце 1990-х — начале 2000-х годов, двукратная чемпионка России в эстафете 4 × 400 метров, участница чемпионата мира в Париже.

## Биография
Анна Ткач родилась 17 апреля 1975 года. Занималась лёгкой атлетикой в Москве.
В 1999 году вошла в состав российской национальной сборной и, будучи студенткой, отправилась представлять страну на летней Универсиаде в Пальме, где в программе бега на 400 метров благополучно вышла в финал и с результатом 52,68 финишировала в решающем забеге восьмой. На соревнованиях в Москве установила личные рекорды в дисциплинах 100 и 200 метров — 11,45 и 23,07 соответственно.
Впервые заявила о себе в лёгкой атлетике на взрослом всероссийском уровне в сезоне 2000 года, когда на чемпионате России в Туле в составе команды Москвы, куда также вошли бегуньи Татьяна Левина, Татьяна Чебыкина и Наталья Назарова, одержала победу в эстафете 4 × 400 метров. В этом сезоне показала лучший свой результат на дистанции 400 метров — 50,67 секунды.
В 2003 году по итогам зимнего чемпионата России в Москве прошла отбор на чемпионат мира в помещении в Бирмингеме — в итоге российская сборная заняла здесь первое место, но Ткач участия в финале не принимала. На летнем чемпионате России в Туле с московской командой совместно с Жанной Кащеевой, Ириной Росихиной и Ольгой Максимовой вновь победила в эстафете 4 × 400 метров. Не сумев попасть в основной состав российской национальной сборной, в этом сезоне она приняла израильское гражданство и представляла Израиль на чемпионате мира в Париже — в индивидуальном беге на 400 метров сумела дойти до стадии полуфиналов, установив при этом национальный рекорд Израиля (52,06), тогда как в эстафете 4 × 400 метров вместе с Ириной Ленской, Светланой Гнездиловой и Анат Морад остановилась уже на предварительном квалификационном этапе — здесь израильские бегуньи так же установили национальный рекорд (3:32,99).
Впоследствии оставалась действующей спортсменкой вплоть до 2007 года, хотя в последующее время уже не показывала сколько-нибудь значимых результатов на международной арене.